# 罗森河谷圣斯特凡
罗森河谷圣斯特凡（德語：Sankt Stefan im Rosental）是奥地利施蒂利亚州费尔德巴赫县的一个市镇。总面积39.57平方公里，总人口3856人，人口密度97.4人/平方公里（2001年）。